# U 3007 (Kriegsmarine)
De U 3007 was een Type XXI U-boot van de Duitse Kriegsmarine tijdens de Tweede Wereldoorlog. 

## Geschiedenis
De U 3007 werd in opdracht gegeven op 6 november 1943. De tewaterlating gebeurde op 4 september 1944 op de Marinescheepswerf van AG Weser, in Bremen (werk 1166). Hij werd in dienst gesteld op 22 oktober 1944 door Kptlt. Helmut Manseck. Manseck gaf opleiding voor nieuwe officieren en matrozen met de "Elektroboote".  

## Bevelhebbers
- 22 oktober 1944 - 24 februari 1945: - Kptlt. Helmut Manseck

## Carrière
- Geen patrouilles: 22 okt. 1944 - 24 februari 1945:  4. Unterseebootsflottille (opleiding)

## Ondergang
- Op 24 februari 1945, dicht bij Bremen, werd de U 3007 door vliegtuigbommen vernietigd. Er viel één dode.